# Мадона дел Пјано (Анкона)
Мадона дел Пјано је насеље у Италији у округу Анкона, региону Марке.
Према процени из 2011. у насељу је живело 26 становника. Насеље се налази на надморској висини од 98 м.